# Puig Bataller
El Puig Bataller és una muntanya de 594 metres que es troba al municipi de Camós, a la comarca catalana del Pla de l'Estany.